# Firestarter (Lied)
Firestarter ist ein Rocksong der englischen Big-Beat-Band The Prodigy. Er erschien am 18. März 1996 als erste Single-Veröffentlichung vom dritten Studioalbum The Fat of the Land. Insgesamt war dies die zehnte offizielle Single-Auskopplung der Band. Das Lied war die erste Nummer-eins-Single der Gruppe in den britischen Singles-Charts und hielt sich drei Wochen lang an der Spitze. Die Single wurde zunächst im Mai 1996 mit Gold für ihre Verkaufszahlen im Vereinigten Königreich ausgezeichnet. Im März 2014 folgte die Platin-Auszeichnung sowie im August 2023 die Auszeichnung mit Doppelplatin. Auch international war Firestarter erfolgreich und führte zwischenzeitlich die Charts in der Tschechischen Republik, Finnland, Ungarn und Norwegen an.
Der Song wurde auch bei der Eröffnungsfeier der Olympischen Spiele 2012 in London gespielt und repräsentiert populäre britische Musik der 1990er Jahre. Die Instrumentalversion des Stückes ist Teil des Soundtracks zum Videospiel Wipeout 2097. 2012 wurde ein Alvin Risk Remix von Firestarter auf der The Added Fat EP veröffentlicht. Diese EP ist auch als Bonus-CD auf der Expanded Edition vom Studioalbum The Fat of the Land enthalten. Im November 2022 erschien exklusiv auf 12"-Vinyl Schallplatte ein weiterer Firestarter Remix von Andy C.

## Songwriting
Zu den Songwritern gehört neben den beiden Bandmitgliedern Liam Howlett und Keith Flint auch Kim Deal von der amerikanischen Indie-Rock-Band The Breeders, da das Gitarrenriff aus deren Titel S.O.S aus dem Jahr 1993 gesampelt wurde. Das Schlagzeug wurde aus dem The Voice of Paradise Mix des Songs Devotion der Gruppe Ten City gesampelt. Das „Hey“-Sample stammt aus dem Song Close (to the Edit) von The Art of Noise aus dem Jahr 1984. Die damaligen Mitglieder Anne Dudley, Trevor Horn, J. J. Jeczalik, Gary Langan und Paul Morley sind daher auch als Songwriter aufgeführt. Der auf der Single ebenfalls enthaltene Empirion Mix enthält diese Samples nicht und wird daher ausschließlich Liam Howlett und Keith Flint zugeschrieben. 

## Single
Die Single wurde über verschiedene Labels gleichzeitig im Vereinigten Königreich, in den USA, in Deutschland und weiteren europäischen Ländern als 12"-Vinyl Schallplatte und als CD-Single veröffentlicht. Im Gegensatz zu vielen früheren Single-Auskoppelungen unterscheiden sich die Titellisten einzig zwischen der 12"-Vinyl und der CD-Fassung.

### Titellisten
| Nr.          | Titel                      | Länge |
| ------------ | -------------------------- | ----- |
| 1.           | Firestarter (Original Mix) | 04:40 |
| 2.           | Firestarter (Instrumental) | 04:39 |
| 3.           | Firestarter (Empirion Mix) | 07:49 |
| 4.           | Molotov Bitch              | 04:51 |
| Gesamtlänge: | Gesamtlänge:               | 21:59 |

| Nr.          | Titel                      | Länge |
| ------------ | -------------------------- | ----- |
| 1.           | Firestarter (Edit)         | 03:45 |
| 2.           | Firestarter (Empirion Mix) | 07:49 |
| 3.           | Firestarter (Instrumental) | 04:39 |
| 4.           | Molotov Bitch              | 04:51 |
| Gesamtlänge: | Gesamtlänge:               | 21:04 |

- Track 4 Molotov Bitch geschrieben von Liam Howlett.

### Chartplatzierungen
| ChartsChartplatzierungen       | Höchstplatzierung | Wochen |
| ------------------------------ | ----------------- | ------ |
| Deutschland (GfK)              | 6 (21 Wo.)        | 21     |
| Österreich (Ö3)                | 8 (12 Wo.)        | 12     |
| Schweiz (IFPI)                 | 11 (20 Wo.)       | 20     |
| Vereinigte Staaten (Billboard) | 30 (20 Wo.)       | 20     |
| Vereinigtes Königreich (OCC)   | 1 (62 Wo.)        | 62     |

| ChartsJahrescharts (1996) | Platzierung |
| ------------------------- | ----------- |
| Deutschland (GfK)         | 39          |
| Schweiz (IFPI)            | 39          |

### Musikvideo
Das schwarz-weiß gehaltene Video wurde von Walter Stern produziert und in der verlassenen U-Bahn-Station Aldwych aufgenommen. Während der Dreharbeiten in der Londoner U-Bahn musste die Film-Crew Masken tragen, da sich in den verlassenen Tunneln Unmengen an Staub angesammelt hatten. Insbesondere sein Auftritt im Musikvideo stellte Keith Flint erstmals als punkigen Frontmann der Band in den Vordergrund. In England wurde das Video aus dem Programm der BBC verbannt, nachdem der gewalttätige Text kritisiert worden war („Firestarter“ bedeutet „Brandstifter“) und da sich Zuschauer von Top of the Pops beschwert hatten, dass Keith Flints Verrenkungen in seinem provokanten Punk-Outfit ihren Kindern einen Schrecken eingejagt hätten.

### Auszeichnungen für Musikverkäufe
| Land/Region                  | Auszeichnungen für Musikverkäufe (Land/Region, Auszeichnung, Verkäufe) | Verkäufe  |
| ---------------------------- | ---------------------------------------------------------------------- | --------- |
| Finnland (IFPI)              | Gold                                                                   | 6.452     |
| Neuseeland (RMNZ)            | Platin                                                                 | 10.000    |
| Schweden (IFPI)              | Gold                                                                   | 15.000    |
| Vereinigte Staaten (RIAA)    | Gold                                                                   | 500.000   |
| Vereinigtes Königreich (BPI) | 2× Platin                                                              | 1.200.000 |
| Insgesamt                    | 3× Gold · 3× Platin ·                                                  | 1.731.452 |

## Coverversionen
Die amerikanische Rockband Jimmy Eat World coverte den Titel 2001 als Akustikballade. Diese Version wurde zunächst zusammen mit dem ebenfalls gecoverten Wham!-Titel Last Christmas auf einer auf 3000 Stück limitierten Vinyl-Single veröffentlicht und später für das Wohltätigkeits-Album 1 Love verwendet. 2004 brachte die Band eine EP mit Firestarter als Titellied heraus. Frontmann Jim Adkins meinte dazu: „Ich mag das Original nicht besonders, wohl aber die Herausforderung, einen Song aus einem komplett anderen Genre neu zu interpretieren.“
2004 coverte Gene Simmons den Song und veröffentlichte ihn auf dem Album Asshole. 2011 coverten Sepultura das Lied, es erschien auf der Deluxe-Version von Kairos. Auch The Zimmers coverten das Lied 2008. Die niederländische Alternative Rockband De Staat coverte Firestarter 2012. Diese Version war 2015 im Trailer des Videospiels Just Cause 3 zu hören.